# Bogdevo
Bogdevo (makedonsky: Богдево, albánsky: Bogdë) je vesnice v Severní Makedonii. Nachází se v opštině Mavrovo a Rostuša v Položském regionu. 
Podle sčítání lidu v roce 2021 zde nikdo nežije.  